# فرودگاه شهرستان کانوای–هوری
فرودگاه کانوای-هوری کانتی (به انگلیسی: Conway-Horry County Airport) یک فرودگاه همگانی بهره‌برداری هوایی است که یک باند فرود آسفالت دارد و طول باند آن ۱۳۴۱ متر است. این فرودگاه در کشور ایالات متحده آمریکا قرار دارد و در ارتفاع ۱۱ متری از سطح دریا واقع شده‌است.